# Czajka (szybowiec)
Czajka – polski szybowiec szkolny i przejściowy zbudowany w okresie międzywojennym.

## Historia
Na początku 1930 roku inż. Antoni Kocjan opracował swą pierwszą konstrukcję, był to szybowiec szkolno-przejściowy Czajka. Prace przy budowie pierwszych trzech egzemplarzy ruszyły we wrześniu 1930 roku, prowadzono je w Warsztatach Sekcji Lotniczej Koła Mechaników Studentów Politechniki Warszawskiej (KMSPW), mieszczących się na Okęciu.

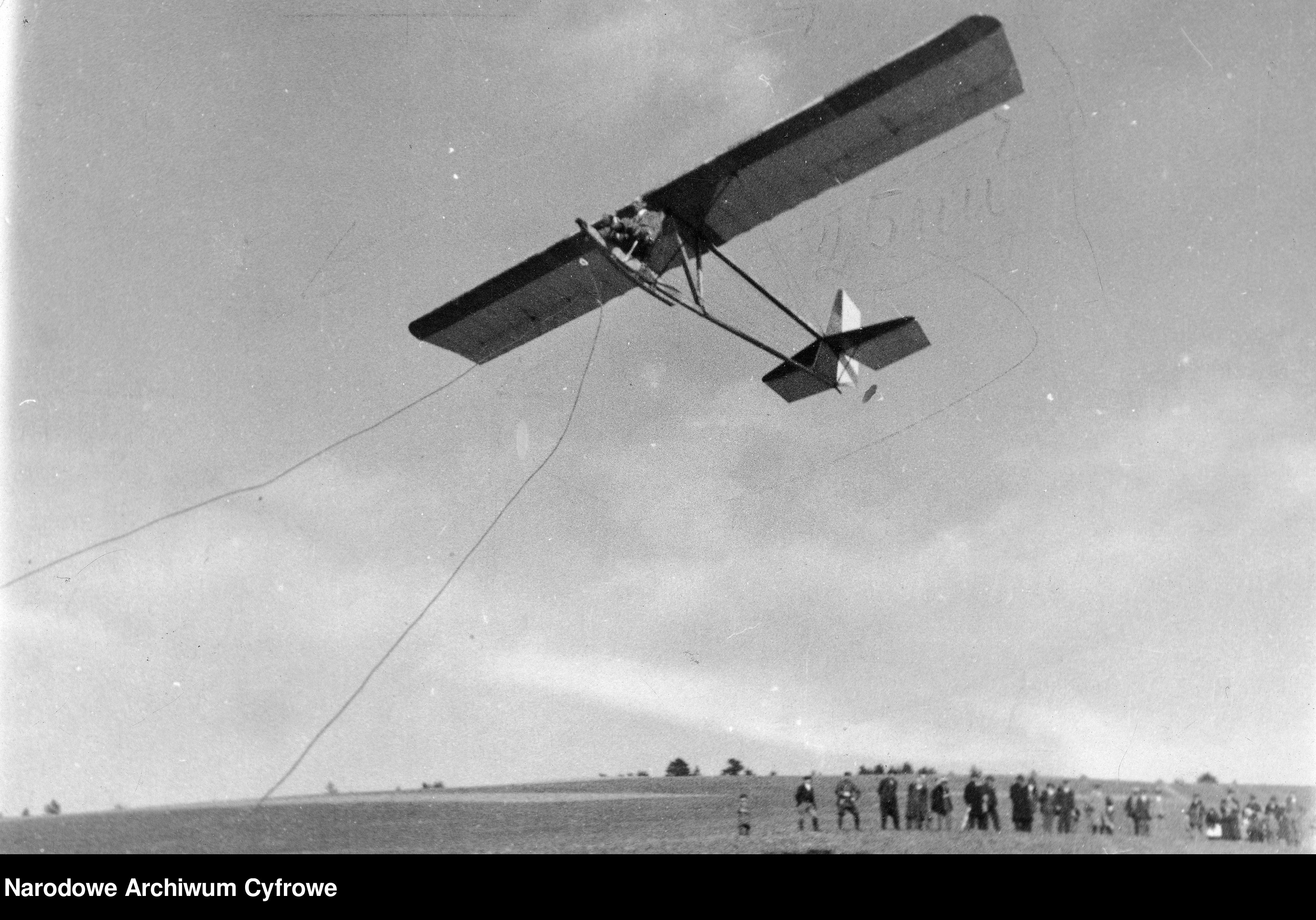
Szybowiec Czajka w locie

Pierwszy egzemplarz szybowca został oblatany przez Szczepana Grzeszczyka w kwietniu 1931 roku. W maju oblatano dwa kolejne egzemplarze Czajki I, w tym jeden z osłoną miejsca pilota. Szybowce zostały wykorzystane w maju i październiku w wyprawach Aeroklubu Lwowskiego do Bezmiechowej. Podczas październikowej wyprawy na Czajkach ustanowiono trzy krajowe rekordy w długotrwałości lotu. 7 października kpt. Franciszek Jach utrzymał się w powietrzu przez 3 h 12 min, 10 października 1931 roku Mieczysław Jonikas wykonał lot trwający 5 h 8 min, a 14 października Zygmunt Laskowski latał przez 5 h 56 min.
Czajka została zbudowana z przeznaczeniem na szybowiec szkolny, ale z uwagi na jej dobre właściwości lotne (małe opadanie i dobrą doskonałość) uznano, że może służyć za szybowiec przejściowy, umożliwiający loty żaglowe. Konstruktor wprowadził w szybowcu zmiany mające na celu poprawę osiągów i komfortu lotu. Miejsce pilota zostało osłonięte kabinką z drewna i płótna, skrzydła otrzymały zaokrąglone końcówki, tył kadłuba zmieniono z kratownicowego na dwubelkowy. Tak przekonstruowany szybowiec otrzymał oznaczenie Czajka II.
Na początku 1932 roku Antoni Kocjan opracował nową wersję oznaczoną jako Czajka III, przeznaczoną do szurów (nauki kontrolowania zachowania szybowca podczas jego wleczenia po ziemi) i skoków (krótkich, kilkumetrowych lotów) oraz do szkolenia pilotów do kategorii A i B. Szybowiec miał zmniejszoną rozpiętość skrzydeł i dodane ich prostokątne zakończenia oraz skrócony kadłub. Pomimo poprawy osiągów nie został skierowany do produkcji seryjnej, jedyny istniejący egzemplarz wykorzystywano w szkołach szybowcowych w Bezmiechowej i Czerwonym Kamieniu.
W czerwcu 1933 roku dwie Czajki zostały przebudowane przez Miejski Ośrodek Szybowcowy w Warszawie. Zmiany miały upodobnić je własnościami pilotażowymi do samolotu – dodano osłonę kabiny i dwukołowe podwozie. Wykorzystano je podczas kursu doświadczalnego na lotnisku mokotowskim, podczas którego przeszkalano pilotów szybowcowych na samolotowych. Polscy harcerze-szybownicy zaprezentowali Czajkę w lipcu i sierpniu 1933 roku na IV Światowym Jamboree w Gödöllő. W kwietniu 1935 roku szybowiec Czajka został użyty do pierwszych w Polsce prób startu z użyciem wyciągarki.
Doświadczenia z eksploatacji dotychczas zbudowanych Czajek wykazały za niską sztywność konstrukcji uniemożliwiającą lot nurkowy i ciasne krążenie. Antoni Kocjan opracował nową wersję szybowca, która różniła się od poprzednich wzmocnioną konstrukcją płata, przekonstruowaną kabinką pilota oraz zmienionymi belkami tylnej części kadłuba. Wzmocnione zostały okucia skrzydła, amortyzacja płozy podkadłubowej oraz belki kadłuba zostały usztywnione dodatkowym metalowym słupkiem. W zależności od przewidzianego zastosowania istniała możliwość wymiany zastrzałów na grubsze. Nowa wersja, nazwana Czajka-bis, została oblatana wiosną 1936 roku w Starej Miłosnej, w czerwcu przeszła badania w Instytucie Technicznym Lotnictwa. Produkcję seryjną rozpoczęły Warsztaty Szybowcowe w Warszawie.

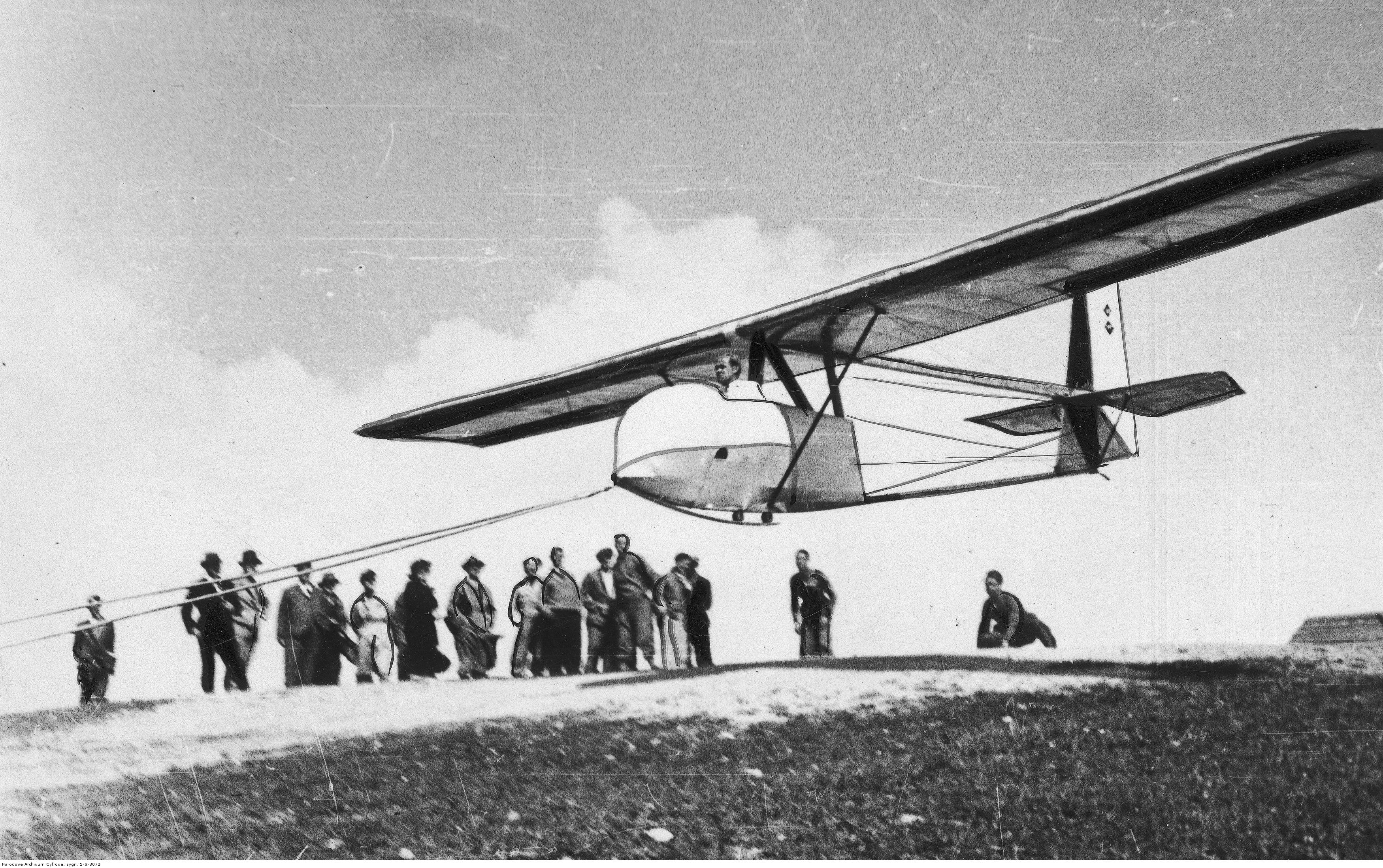
Start szybowca Czajka-bis w szkole szybowcowej w Polichnie

W Warsztatach Szybowcowych w latach 1931–1932 zbudowano ok. 20 egzemplarzy Czajek. W 1936 roku rozpoczęto produkcję seryjną Czajki-bis, zbudowano ok. 80 egzemplarzy. Kilka egzemplarzy wyprodukowały Śląskie Warsztaty Szybowcowe, licencję na budowę szybowca zakupiły: Bułgaria, Estonia, Palestyna i Jugosławia. Kilka egzemplarzy zostało zbudowane w kołach szybowcowych na terenie Polski. Ogółem zbudowano ok. 160 sztuk tego szybowca.
Czajka odegrała ważną rolę w szkoleniu polskich pilotów. Z racji niewysokiej ceny (ok. 3 tys. złotych) i prawidłowych właściwości pilotażowych była użytkowana w wielu szkołach szybowcowych w Polsce. Wybaczała pilotom więcej błędów niż szkolna Wrona, nadawała się też do nauki żaglowania nad zboczem. Większość egzemplarzy Czajek została zniszczona podczas kampanii wrześniowej. Nieliczne zostały przejęte przez III Rzeszę, ale żaden z nich nie przetrwał II wojny światowej.

## Konstrukcja
Jednomiejscowy szybowiec szkolno-przejściowy w układzie zastrzałowego górnopłatu.
Kadłub we wczesnych wersjach szybowca był trzyczęściowy i składał się ze skrzynki, kraty środkowej i belek ogonowych. W Czajce-bis został podzielony na dwie części: półskorupową kabinkę krytą sklejką brzozową oraz z dwóch belek ogonowych. Belki ogonowe były usztywnione w płaszczyźnie pionowej naciągami stalowymi biegnącymi pomiędzy nimi. W płaszczyźnie poziomej naciągi poprowadzono od belek ogonowych do skrzydeł. Aby ułatwić transport i magazynowanie istniała możliwość odłączenia belek ogonowych od reszty kadłuba. Na kadłubie był również zamocowany hak do startu z lin gumowych i zaczep do startu na holu.
Podwozie jednotorowe, złożone z amortyzowanej dwoma krążkami gumowymi jesionowej płozy podkadłubowej i metalowej płozy ogonowej. Dodatkowo główna płoza była zamocowana przegubowo i usztywniona naciągami linkowymi zabezpieczającymi ją przed uszkodzeniem w przypadku lądowania z trawersem.
Płat o obrysie prostokątnym z zaokrąglonymi końcówkami, jednodźwigarowy z dodatkowym dźwigarkiem pomocniczym. Do dźwigara kryty sklejką, dalej płótnem. Usztywniony podwójnymi zastrzałami z rur stalowych. Usterzenie klasyczne, krzyżowe. Statecznik poziomy jednoczęściowy, podparty zastrzałami. Stateczniki kryte sklejką, lotki i stery płótnem. Napęd lotek i sterów linkowy.

## Malowanie
W Czajkach I, II i III elementy drewniane były malowane lakierem bezbarwnym, a powierzchnie płócienne były w kolorze cellonu. W Czajkach-bis elementy drewniane były malowane na kolor kremowy, płócienne były cellonowane.